# Craig Hall
Craig Hall es un actor neozelandés, conocido por haber interpretado a Clint en The Strip y a Nicky Greegan en Outrageous Fortune.

## Biografía
Craig está casado con la actriz Sara Wiseman.

## Carrera
Su primer trabajo de importancia fue en 2002 para la serie The Strip donde interpretó a Clint hasta 2003, en 31 episodios.
En 2005 apareció en las películas The World's Fastest Indian y King Kong, donde interpretó a Mike, uno de los ayudantes del productor de cine Carl Denham (Jack Black). Cuando la tripulación llega a la isla Calavera Mike es uno de los primeros en ser asesinado por los nativos.  
En 2008 se unió al elenco de la cuarta temporada de la serie Outrageous Fortune, en la que interpretó a Nicky Greegan, el dueño corrupto de un gimnasio, exprometido de Pascalle West (Siobhan Marshall) y hermano de Sheree Greegan (Tyler-Jane Mitche), hasta el final de la serie en 2010. Entre 2009 y 2010 apareció como invitado en la serie Legend of the Seeker donde dio vida a Drago. Ese mismo año apareció como personaje recurrente en la serie East of Everything interpretando a Carter Smith. En 2011 se incorporó a la serie Underbelly: Razor, en la que interpretó al detective inspector de la policía Bill Mackay. También en 2011 interpretó al capitán Ben Grogan en el thriller de acción, fantasía, horror y drama The Devil's Rock.
En 2012 trabajó en la miniserie Howzat! Kerry Packer's War, en la que interpretó a Gavin Warner y a la nueva serie A Place To Call Home.
En abril de 2013 se unió al elenco principal de la serre A Place to Call Home, en la que interpretó al doctor Jack Duncan, hasta el final de la serie en el 2014 luego de finalizar su segunda temporada. Ese mismo año apareció en la segunda parte de la trilogía de El hobbit, donde interpretó a Galion, el mayordomo de los salones del rey elfo.

## Filmografía

### Cine
| Año  | Título                                   | Personaje             | Notas                                                                                              |
| ---- | ---------------------------------------- | --------------------- | -------------------------------------------------------------------------------------------------- |
| 2016 | Pete's Dragon                            | Pete (de adulto)      | junto a Bryce Dallas Howard, Karl Urban, Robert Redford, Wes Bentley & Oona Laurence               |
| 2015 | Venus and Mars                           | Grant Nicholls        | junto a Jared Turner, Sara Wiseman & Ande Cunningham                                               |
| 2015 | X Was Here                               | Rory                  | junto a Keisha Castle-Hughes, John Jarratt & Michael Caton                                         |
| 2014 | The Light Harvester                      | Troy                  | corto - junto a John Bach & Loren Taylor                                                           |
| 2013 | El hobbit: la desolación de Smaug        | Galion                | junto a Hugo Weaving, Orlando Bloom, Ian McKellen, Richard Armitage, Andy Serkis & Christopher Lee |
| 2013 | Nerve                                    | Vincent Gregory       | junto a Christian Clark, Georgina Haig, Gary Sweet, Denise Roberts, Sara Wiseman & Silvia Colloca  |
| 2011 | Emilie Richards-Entscheidung des Herzens | Oliver                | junto a Simon Boer, Michael Roll & Craig Walsh-Wrightson                                           |
| 2011 | The Devil's Rock                         | Cap. Ben Grogan       | junto a Matthew Sunderland, Gina Varela, Luke Hawker, Nick Dunbar & Jessica Grace Smith            |
| 2011 | Love Birds                               | Craig Watson          | junto a Rhys Darby, Sally Hawkins, Emily Barclay & Bryan Brown                                     |
| 2010 | Avalon High                              | Entrenador Barker     | junto a Britt Robertson, Gregg Sulkin, Joey Pollari, Devon Graye, Molly Quinn & Steve Valentine    |
| 2010 | Be Careful...                            | Mike                  | corto - junto a Lisa Chappell & Lynette Forday                                                     |
| 2010 | Emilie Richards - Denk nur an uns beide  | Oliver                | junto a Theresa Scholze, Hendrik Duryn, Anna White, Eva Habermann, Phil Brown & Bruce Phillips     |
| 2010 | Das Tub                                  | -                     | corto - junto a Gareth Reeves & Nick Ward                                                          |
| 2010 | Boy                                      | Mr. Langston          | junto a James Rolleston, Cohen Holloway & Pana Hema Taylor                                         |
| 2008 | Show of Hands                            | Tom                   | junto a Chelsie Preston Crayford, Melanie Lynskey & Stephen Lovatt                                 |
| 2007 | The Water Horse                          | Charlie MacMorrow     | junto a Alex Etel, Emily Watson, David Morrissey, Ben Chaplin & Brian Cox                          |
| 2007 | 30 Days of Night                         | Wilson Bulosan        | junto a Josh Hartnett, Melissa George, Danny Huston, Ben Foster, Manu Bennett & Joel Tobeck        |
| 2007 | The Ferryman                             | Chris Hamilton        | junto a John Rhys-Davies, Kerry Fox, Amber Sainsbury, Tamer Hassan & Lawrence Makoare              |
| 2007 | Eagle vs Shark                           | Doug Davis            | junto a Loren Horsley, Jemaine Clement, Joel Tobeck & Chelsie Preston Crayford                     |
| 2006 | Embers                                   | Jonathan              | corto - junto a Sara Wiseman, Hester Joyce & Kosaku Ishikiriyama                                   |
| 2006 | Knife Shift                              | Shane                 | corto - junto a Phil Brown, John Clarke, Kate Elliott, Lorraine McDonald & William Wallace         |
| 2006 | Perfect Creature                         | Dominic               | junto a Dougray Scott, Saffron Burrows, Leo Gregory & Stuart Wilson                                |
| 2005 | King Kong                                | Mike                  | junto a Adrien Brody, Naomi Watts, Jack Black, Thomas Kretschmann, Jamie Bell & Andy Serkis        |
| 2005 | The World's Fastest Indian               | Ángel de la Antártida | junto a Anthony Hopkins, Antony Starr, Diane Ladd, Iain Rea & Tessa Mitchell                       |
| 2004 | Ike: Countdown to D-Day                  | Cabo del 101          | junto a Tom Selleck, James Remar, Timothy Bottoms, Ian Mune & Gerald McRaney                       |
| 2004 | Raising Waylon                           | Alex                  | junto a Thomas Gibson, Poppy Montgomery, Doris Roberts & Tandi Wright                              |
| 2002 | The Vector File                          | Melvin                | junto a Casper Van Dien, Catherine Oxenberg, Tim Balme, India Oxenberg & Laurie Foell              |
| 2001 | Home Kill                                | Wayne                 | corto - junto a Sara Wiseman, Leighton Cardno & Ross Harper                                        |
| 2000 | Savage Honeymoon                         | Dean Savage           | junto a Nicholas Eadie, Elizabeth Hawthorne, Bruce Hopkins, Stephen Lovatt & Ian Mune              |
| 1998 | The Chosen                               | Darren                | junto a Jeremy Sims, Cliff Curtis, Radha Mitchell & Joel Tobeck                                    |
| 1996 | Siren                                    | Soldado               | corto - junto a Dean O'Gorman                                                                      |

### Televisión
| Año         | Título                              | Personaje           | Notas                                      |
| ----------- | ----------------------------------- | ------------------- | ------------------------------------------ |
| 2020        | Bondi Slayer                        | Josh                | episodio "Buffy Isn't Real"                |
| 2020        | Halifax: Retribution                | Ben Sailor          | 3 episodios                                |
| 2020        | Between Two Worlds                  | Det. Gordon Taylor  | 2 episodios                                |
| 2020        | Head High                           | Vince O'Kane        | 6 episodios                                |
| 2020        | Shortland Street                    | Alisdair Rolleston  | 6 episodios                                |
| 2019        | Jonah                               | Supt. William Munro | 2 episodios - (miniserie)                  |
| 2018        | Constance                           | David Rooks         | (miniserie)                                |
| 2018        | James Patterson's Murder Is Forever | Det. Marshall       | episodio "Murder in Paradise"              |
| 2013 - 2018 | A Place to Call Home                | Jack Duncan         | 67 episodios                               |
| 2015, 2017  | The Doctor Blake Mysteries          | Supt. William Munro | 9 episodios                                |
| 2015        | Catching Milat                      | Insp. Rod Lynch     | 2 episodios - miniserie                    |
| 2013, 2014  | Auckland Daze                       | Craig               | 2 episodios                                |
| 2013        | Miss Fisher's Murder Mysteries      | Jefferson Clarke    | episodio "Framed For Murder"               |
| 2012        | Rake                                | Todd                | episodio # 2.1                             |
| 2012        | Howzat! Kerry Packer's War          | Gavin Warner        | 2 episodios - miniserie                    |
| 2012        | Tricky Business                     | George Blake        | episodio "Baad Hair Day"                   |
| 2011        | Underbelly: Razor                   | Det. Bill Mackay    | 13 episodios                               |
| 2008 - 2010 | Outrageous Fortune                  | Nicky Greegan       | 38 episodios                               |
| 2010        | Bloodlines                          | Andrew Bowers       | -                                          |
| 2009 - 2010 | Legend of the Seeker                | Drago               | 2 episodios                                |
| 2009        | East of Everything                  | Carter Smith        | 7 episodios                                |
| 2008        | Burying Brian                       | Pete Donnelly       | 6 episodios                                |
| 2005        | Interrogation                       | Jason Sumner        | episodio "As If Nothing Had Happened"      |
| 2002 - 2003 | The Strip                           | Clint               | 31 episodios                               |
| 2003        | Mercy Peak                          | Ryan                | episodio "The Day That the Rain Came Down" |
| 2003        | Revelations                         | Joseph de Arimathea | episodio "The Good Samaritan"              |
| 2002        | Mataku                              | Soldado Tatts       | episodio "The Lost Tribe"                  |
| 2001        | Xena: Warrior Princess              | Raczar              | episodio "Dangerous Prey"                  |
| 2000        | Street Legal                        | Justin Lynch        | episodio "Who Live" by the Sword           |
| 2000        | Cleopatra 2525                      | Guardia             | episodio "Mind Games"                      |
| 1997        | Duggan                              | Jason Bridges       | episodio "Death in Paradise"               |
| 1995        | Hercules: The Legendary Journeys    | Timuron             | episodio "Highway to Hades"                |
| 1992        | Shortland Street                    | Leo Kenny           | -                                          |

### Videos
| Año  | Título                                                                      | Personaje   | Notas                           |
| ---- | --------------------------------------------------------------------------- | ----------- | ------------------------------- |
| 2010 | Captain Amazingly Incredible and the Space Vampires from the Evil Planet!!! | Johnny Depp | prestó su voz para el personaje |

## Premios y nominaciones
| Año  | Categoría                              | Premio           | Serie      | Resultado |
| ---- | -------------------------------------- | ---------------- | ---------- | --------- |
| 2011 | Best Performance by a Supporting Actor | General TV Award | Bloodlines | Ganador   |